# Сарсембаєв Мірат Тулегенович
Сарсембаєв Мірат Тулегенович (13 липня 1986, Талди-Курган, Казахська РСР) — казахський боксер, чемпіон Азії та призер чемпіонату світу серед аматорів.

## Аматорська кар'єра
2005 року Мірат Сарсембаєв ввійшов до складу збірної Казахстану в категорії до 48 кг на командному Кубку світу, на якому провів три поєдинки і отримав з командою бронзову медаль.
- Переміг Звіада Хадурі (Грузія) — 33-17
- Переміг Яфета Утоні (Африка) — RSCO 3
- Програв Яну Бартелемі (Куба) — 15-44

На чемпіонаті світу 2005 року в категорії до 51 кг Мірат Сарсембаєв завоював бронзову медаль.
- В 1/16 фіналу переміг Дона Бродхерста (Англія) — 19-13
- В 1/8 фіналу переміг Муміна Велі (Македонія) — 36-16
- У чвертьфіналі переміг Валіда Черіфа (Туніс) — 27-20
- У півфіналі програв Андрі Лаффіта (Куба) — 16-29

На Азійських іграх 2006 в першому бою переміг Пуревдоржийн Сердамба (Монголія) — 25-3, а в другому програв Сомжит Джонгжохор (Таїланд) — 11-20.
2007 року став чемпіоном Азії.
На чемпіонаті світу 2007 програв у другому бою Сомжит Джонгжохор — 8-17.
На Олімпіаді 2008 Мірат Сарсембаєв в першому бою переміг Рафаля Качора (Польща) — 14-5, а в другому програв Георгію Балакшину (Росія) — 4-12.

## Професіональна кар'єра
Після Олімпіади перейшов до професійного боксу і провів шість переможних боїв.